# Aonides paucibranchiata
Aonides paucibranchiata är en ringmaskart som beskrevs av Rowland Southern 1914. Aonides paucibranchiata ingår i släktet Aonides och familjen Spionidae. Arten är reproducerande i Sverige. Inga underarter finns listade i Catalogue of Life.

## Bildgalleri

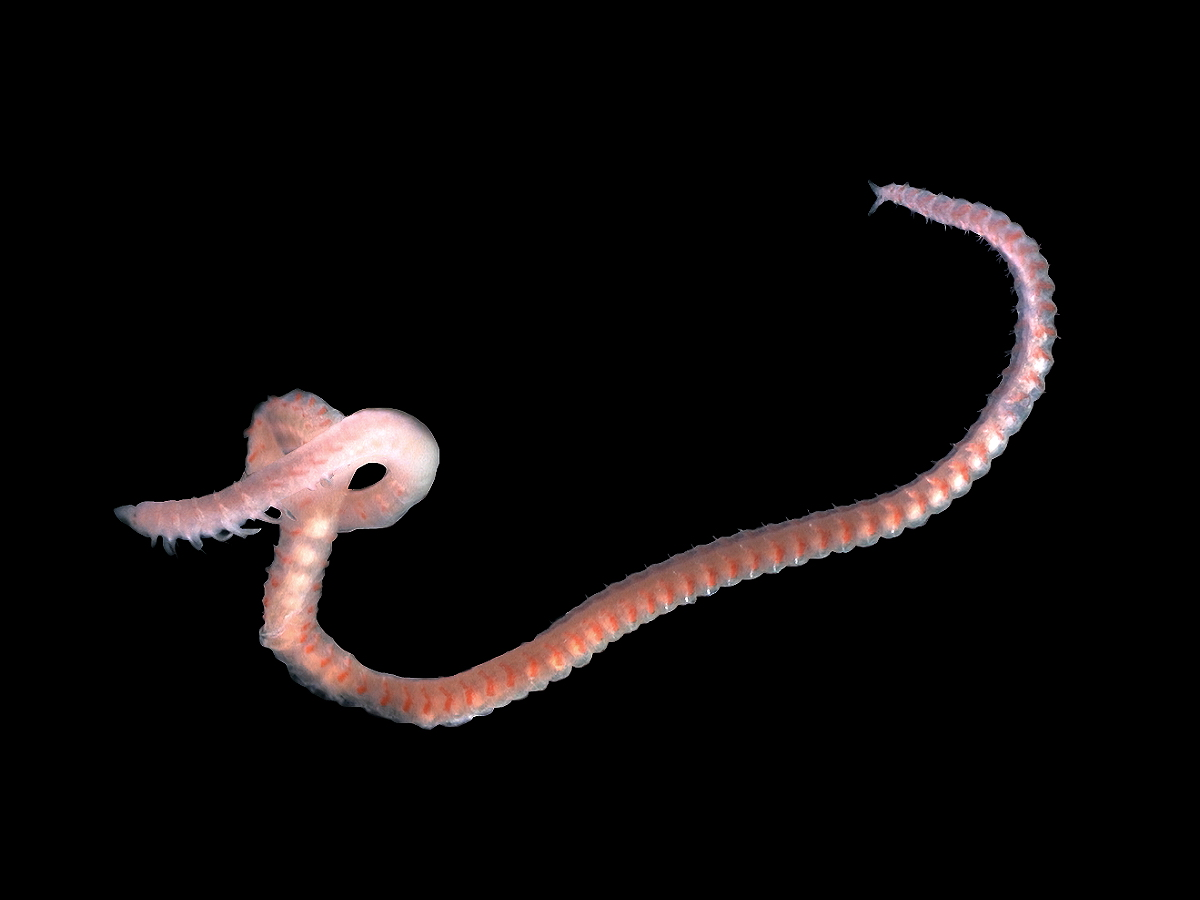